# Eric Karlsson (socialdemokrat)
Bror Eric Karlsson, född 2 juni 1908 i Ronneby, död 15 april 1975 i Olofström, var en svensk rörmontör och socialdemokratisk politiker. Karlsson var ledamot av andra kammaren från 1949, invald i Blekinge läns valkrets.